# Коста, Пауло
Па́улу Энри́ке Ко́ста (порт.-браз. Paulo Henrique Costa), также известный как Борраши́нья (порт.-браз. Borrachinha, Ластик; род. 21 апреля 1991, Контажен, Минас-Жерайс, Бразилия) — бразильский боец смешанного стиля, представитель средней весовой категории. Выступает на профессиональном уровне начиная с 2012 года, известен по участию в турнирах бойцовских организаций UFC и Jungle Fight, владел титулом чемпиона Jungle Fight в среднем весе.
Занимает 13 строчку официального рейтинга UFC в среднем весе.

## Биография
Паулу Коста родился 21 апреля 1991 года в муниципалитете Контажен штата Минас-Жерайс, Бразилия. В детстве играл в футбол, но не добился особых успкхов. Долгое время практиковал бразильское джиу-джитсу, добившись в этой дисциплине чёрного пояса. Прежде чем начать зарабатывать в ММА, подрабатывал риелтором.
Прозвище Боррашинья переводится с португальского как «маленькая резинка» — он получил его от своего старшего брата, который называл его резиновым человеком.

### Начало профессиональной карьеры
Дебютировал в смешанных единоборствах на профессиональном уровне в феврале 2012 года, выиграв у своего соперника техническим нокаутом в первом раунде. Дрался в небольших бразильских промоушенах, таких как MMA Total Combat, Upper Fight, BH Fight — из всех поединков неизменно выходил победителем.

### The Ultimate Fighter: Brazil
В 2014 году Коста стал одним из участников третьего бразильского сезона популярного бойцовского реалити-шоу The Ultimate Fighter. На предварительном отборочном этапе с помощью «гильотины» принудил к сдаче Жозе Роберту и как боец среднего веса под вторым номером был выбран в команду Вандерлея Силвы.
На стадии четвертьфиналов встретился с Марсиу Александри младшим и уступил ему раздельным решением судей в трёх раундах.

### Jungle Fight
Завоевав титул чемпиона Face to Face в среднем весе, в 2015 году Коста перешёл в достаточно престижный бразильский промоушн Jungle Fight. Так же стал здесь чемпионом в средней весовой категории, сумел защитить полученный чемпионский титул, одержав в организации три победы.

### Ultimate Fighting Championship
Имея в послужном списке восемь побед без единого поражения, Паулу Коста привлёк к себе внимание крупнейшей бойцовской организации мира Ultimate Fighting Championship и подписал с ней долгосрочный контракт. Дебютировал в октагоне UFC в марте 2017 года, выиграв техническим нокаутом у представителя Южной Африки Гаррета Маклеллана — заработал при этом бонус за лучшее выступление вечера.
Позже в 2017 году досрочно победил Олувале Бамгбосе и Джони Хендрикса.
В июле 2018 года техническим нокаутом взял верх над Юраей Холлом, получив ещё одну награду за лучшее выступление вечера.
В 2019 году, на UFC 241 состоялся его громкий бой против Йоэля Ромеро. Пауло Коста выиграл бой единогласным решением.
В 2020 году, на UFC 253 состоялся его самый громкий бой против Исраэля Адесаньи за титул в средней весовой категории. Пауло Коста проиграл бой техническим нокаутом.

## Титулы и достижения

### Смешанные единоборства
- Jungle Fight
  - Чемпион Jungle Fight в среднем весе.
  - Одна успешная защита титула.
- Ultimate Fighting Championship
  - Обладатель премии «Выступление вечера» (два раза) против Гаррета Маклеллана[10] и Юрайи Холла[11].
  - Обладатель премии «Лучший бой вечера» (дважды) против Йоэля Ромеро и Люка Рокхолда[12].
  - Обладатель премии «Бой месяца» (август 2019) против Йоэля Ромеро[13].

## Статистика в профессиональном ММА
| Боёв 19  | Побед 15 | Поражений 4 |
| -------- | -------- | ----------- |
| Нокаутом | 11       | 1           |
| Сдачей   | 1        | 0           |
| Решением | 3        | 3           |

| Результат | Рекорд | Соперник                | Способ                                | Турнир                                | Дата             | Раунд | Время | Место                       | Примечание                                                     |
| --------- | ------ | ----------------------- | ------------------------------------- | ------------------------------------- | ---------------- | ----- | ----- | --------------------------- | -------------------------------------------------------------- |
| Победа    | 15-4   | Роман Копылов           | Единогласное решение                  | UFC 318                               | 19 июля 2025     | 3     | 5:00  | Новый Орлеан, Луизиана, США |                                                                |
| Поражение | 14-4   | Шон Стрикленд           | Раздельное решение                    | UFC 302                               | 1 июня 2024      | 5     | 5:00  | Ньюарк, Нью-Джерси, США     |                                                                |
| Поражение | 14-3   | Роберт Уиттакер         | Единогласное решение                  | UFC 298                               | 17 февраля 2024  | 5     | 5:00  | Анахайм, Калифорния, США    |                                                                |
| Победа    | 14-2   | Люк Рокхолд             | Единогласное решение                  | UFC 278                               | 20 августа 2022  | 3     | 5:00  | Солт-Лейк-Сити, Юта, США    | «Лучший бой вечера».                                           |
| Поражение | 13-2   | Марвин Веттори          | Единогласное решение                  | UFC Fight Night: Коста vs. Веттори    | 23 октября 2021  | 5     | 5:00  | Лас-Вегас, США              |                                                                |
| Поражение | 13-1   | Исраэль Адесанья        | TKO (Удары руками)                    | UFC 253: Adesanya vs. Costa           | 27 сентября 2020 | 2     | 3:59  | Абу-Даби, ОАЭ               | Бой за титул чемпиона UFC в среднем весе.                      |
| Победа    | 13-0   | Йоэль Ромеро            | Единогласное решение                  | UFC 241: Cormier vs. Miocic 2         | 17 августа 2019  | 3     | 5:00  | Анахайм, Калифорния, США    | Лучший бой вечера.                                             |
| Победа    | 12-0   | Юрая Холл               | Технический нокаут (удары)            | UFC 226: Miocic vs. Cormier           | 7 июля 2018      | 2     | 2:38  | Лас-Вегас, Невада, США      | Выступление вечера.                                            |
| Победа    | 11-0   | Джони Хендрикс          | Технический нокаут (удары)            | UFC 217: Bisping vs. St-Pierre        | 4 ноября 2017    | 2     | 1:23  | Нью-Йорк, Нью-Йорк, США     |                                                                |
| Победа    | 10-0   | Олувале Бэмгбос         | Технический нокаут (удары)            | UFC 212: Aldo vs. Holloway            | 3 июня 2017      | 2     | 1:06  | Рио-де-Жанейро, Бразилия    |                                                                |
| Победа    | 9-0    | Гаррет МакЛеллан        | Технический нокаут (удары)            | UFC Fight Night: Belfort vs. Gastelum | 11 марта 2017    | 1     | 1:17  | Форталеза, Бразилия         | Выступление вечера.                                            |
| Победа    | 8-0    | Адриану Балби ди Араужу | Нокаут (удар)                         | Jungle Fight 90                       | 3 сентября 2016  | 1     | 3:25  | Сан-Паулу, Бразилия         | Защитил титул чемпиона Jungle Fight в среднем весе.            |
| Победа    | 7-0    | Эдуарду Рамон           | Удушающий приём (сзади)               | Jungle Fight 87                       | 21 мая 2016      | 1     | 2:40  | Сан-Паулу, Бразилия         | Завоевал вакантный титул чемпиона Jungle Fight в среднем весе. |
| Победа    | 6-0    | Бруну Асис              | Технический нокаут (удары)            | Jungle Fight 84                       | 5 ноября 2015    | 1     | 1:17  | Сан-Паулу, Бразилия         |                                                                |
| Победа    | 5-0    | Вагнер Силва            | Технический нокаут (удары)            | FTF 11                                | 24 апреля 2015   | 1     | 4:37  | Рио-де-Жанейро, Бразилия    | Завоевал вакантный титул чемпиона Face to Face в среднем весе. |
| Победа    | 4-0    | Жерсон да Консейсан     | Технический нокаут (остановка врачом) | FTF 9                                 | 19 декабря 2014  | 1     | 5:00  | Рио-де-Жанейро, Бразилия    |                                                                |
| Победа    | 3-0    | Фабиу Морейра           | Технический нокаут (удары)            | BH Fight: MMA Grand Prix              | 1 ноября 2013    | 1     | 1:26  | Белу-Оризонти, Бразилия     |                                                                |
| Победа    | 2-0    | Адемилсон Боржис        | Технический нокаут (удары)            | Upper Fight: MMA Championship 2       | 15 июня 2013     | 1     | 0:32  | Теофилу-Отони, Бразилия     |                                                                |
| Победа    | 1-0    | Тео Эстевес             | Технический нокаут (удары)            | MMA Total Combat: Santa Luzia         | 5 февраля 2012   | 1     | 2:08  | Санта-Лузия, Бразилия       |                                                                |